# I Super 4: I ragazzi di ieri
I Super 4: I ragazzi di ieri è un album pubblicato da I Super 4 nel 2002. I brani contenuti sono quasi tutti legati al Festival di Sanremo.

## Tracce
1. Brutta, Vola colomba, Piazza grande, 24000 baci
2. Con te partirò, Ancora, Nessuno mi può giudicare, Beguine
3. E se domani, Io che non vivo senza te, Cosa resterà degli anni 80, Nel blu dipinto di blu
4. Era il tempo
5. Grazie dei fiori, Patatina, Quando m'innamoro, Si può dare di più
6. La dolce vita
7. La prima cosa bella, Al di là, L'italiano, Aveva un bavero
8. L'importante è la rosa
9. Montagne verdi, L'arca di Noè, La solitudine, Gli occhi miei
10. Musetto, Come sinfonia, Vacanze romane, Quando quando quando
11. Una lacrima sul viso, Adesso tu, Ma che freddo fa, Piove
12. Zingara, Cuore matto, Cos'hai messo nel caffè, Papaveri e papere
13. Terra promessa, Le colline sono in fiore, Se stiamo insieme, Che sarà